# 2543 Machado
2543 Machado è un asteroide della fascia principale. Scoperto nel 1980, presenta un'orbita caratterizzata da un semiasse maggiore pari a 3,0878923 UA e da un'eccentricità di 0,2908760, inclinata di 15,05501° rispetto all'eclittica.
L'asteroide è dedicato all'astronomo brasiliano Luiz Eduardo da Silva Machado.